# Le May-sur-Èvre
Le May-sur-Èvre è un comune francese di 4 018 abitanti situato nel dipartimento del Maine e Loira nella regione dei Paesi della Loira.

## Società

### Evoluzione demografica
Abitanti censiti